# Cacopsylla ribis
Cacopsylla ribis är en insektsart som först beskrevs av Patch 1912.  Cacopsylla ribis ingår i släktet Cacopsylla och familjen rundbladloppor. Inga underarter finns listade i Catalogue of Life.